# Маджд ад-Даула
Маджд ад-Даула (*993 — 1029) — емір Рея в 997—1029 роках. Тронне ім'я перекладається як «Слава держави». Повне ім'я Маджд ад-Даула Абу Талеб Ростам бен Факр ад-Даула.

## Життєпис
Походив з династії Буїдів. Син старшого еміра Факра ад-Даули та Сайїди Ширін. Народився у 993 році, напевне у місті Рей. При народженні отримав ім'я Ростам, згодом додав до нього Абу Талеб. Після смерті батька у 997 році успадкував Рей та північні області Персії (Ґорґан і Табаристан). Тоді ж взяв ім'я Маджд ад-Даула. З огляду на малолітство еміра державними справами стала керувати його мати. Того ж року Зіяриди відняли у Буїдів області Табаристан і Ґорґан.
У 1006 році повалив регентство матері, яка втекла до іншого сина Шамс ад-Даули. З загоном останнього та курдських вояків Сайїда Ширін взяла в облогу Рей, який невдовзі захопила, запроторивши Маджда до фортеці Табарака. У 1007 році його було звільнено, проте влада збереглася у матері. У 1008 році Маджда ад-Даулу оголошено шахіншахом. Проте у 1009 році під військовим тиском свого родича Бахи ад-Даули, еміра Іраку та Фарсу, відмовився від цього титулу та визнав зверність останнього. Втім вже у 1012 році після смерті Бахи ад-Даули оголосив себе старшим еміром.
У перських записах є згадках, що деякий час Маджд ад-Даула страждав на психічною хворобу, вважаючи себе коровою (за іншими відомостями емір лише страждав на тяжку форму меланхолії). Від хвороби його вилікував Ібн Сіна, який прибув до Рея у 1014 році.
У 1016 році в Казвіні повстав деламітський військовик Ібн Фулад. Невзмозі здолати його Маджд ад-Даула звернувся до свого васала Абу Джафара Мухаммада Баввандіда, володаря невеличкої частки в Табаристані, який повалив Ібн Фулада та захопив Казвін. Натомість Ібн Фулад в союзі з Зіяридами взяв в облогу Рей, змусивши Маджда ад-Даули надати формальний дозвіл на захоплення Ісфагану. Але у війні з Какуїдами, правителями цього міста, Ібн Фулад загинув. Разом з тим постійними війнами в еміраті Маджд ад-Даули скористалися Саларіди, що захопили Занджар, Абхар, Сухаравард.
У 1023 році почав новий конфлікт з родом Какуїдів, які захопили Гамадан, стали погрожувати Рею, почалися вторгнення до Табаристану. Це ще більше послабило Маджда ад-Даулу, в цей час Баваніди стали майже повністю незалежними. У 1028 році спільно з Баванідами відправив військо проти Какуїдів, проте останні здобули рішучу перемогу у битві при Негавенді.
У 1028 році після смерті матері став повністю самостійним, проте не впорався з керування. Проти нього повстали вожді дейламітів, військовики. За цих обставин він звернувся по допомогу до Махмуда Газневі який прибув на північ Персії, придушив повстання проти Маджд ад-Даули. У 1029 році повалив самого еміра, незабаром стративши у Реї або той помер від хвороб чи голоду у м. Газні. Володіння Буїдів в Реї було приєднано до держави Газневідів.